# Nicole Kidman
Nicole Mary Kidman, avstralska filmska igralka, manekenka in pevka, * 20. junij 1967.
Leta 2006 je bila Nicole Kidman najvišje plačana igralka v filmski industriji. Njeni najbolj znani filmi so Dnevi grmenja, Ženska za umret (1995), Moulin Rouge! (2001) in Ure do večnosti (2002). Znana je tudi po (neuspešnem) zakonu s Tomom Cruisem, zdaj pa je poročena z glasbenikom Keithom Urbanom. Imata hčer po imenu Sunday Rose Kidman Urban. Kidmanova se je rodila avstralskim staršem na Havajih, ima pa dve državljanstvi: državljanstvo Avstralije in ZDA.

## Zgodnje življenje in družina
Nicole je bila rojena v Honoluluju, Havaji. Njen oče, dr. David Anthony Kidman je biokemik in klinični psiholog s pisarno v kraju Lane Cove, Sydney, Avstralija, njeni mami pa je ime Janelle Ann. Ima tudi mlajšo sestro, Antonio Kidman, ki je novinarka. Ob Nicolinem rojstvu je bil njen oče profesor na Narodnem inštitutu duševnega zdravja v Združenih državah. Ko se je družina vrnila v Avstralijo, je bila Nicole stara komaj štiri leta. Zdaj njeni starši živijo v Sydneyju. Kidmanova je obiskovala javno šolo Lane Cove, kasneje pa dekliško šolo North Sydney High School. Študirala je na Viktorjanski akademiji za umetnost in na Phillip Street Theatre v Sydneyju. Temu je sledilo avstralsko gledališče za mlade.

## Kariera

### Zgodnja kariera v Avstraliji (1983–1989)
Na prvem samostojnem nastopu je Nicole nastopala leta 1983 v videospotu pesmi »Bop Girl«. Do konca leta je imela stransko vlogo v seriji Five Mile Creek in štiri filmske vloge, vključno z BMX Banditi in Bush Christmas. Kasneje je zaigrala še v filmih Vietnam (1986), Smaragdno mesto (1988), in Bangkok Hilton (1989).

### Preboj (1989–1995)
Leta 1989 je Kidmanova postala zvezdnica v filmu Smrtna tišina kot Rae Ingram, žena mornariškega častnika Johna Ingrama (igra ga Sam Neill). Leta 1995 se Nicole pojavi v filmu Batman za vse čase.

### Mednarodni uspeh (1995-danes)
Leta 1998 se Kidmanova pokaže v filmu Čarovnije za vsak dan ob Sandri Bullock in v filmu Modra soba. Leta 1999 s Tomom Cruisem zaigrata poročen par v Široko zaprte oči. Leta 2002 Nicole prejme nominacijo za Oskarja za muzikal Moulin Rouge!, v katerem je igrala Satine.
Naslednje leto igra v treh zelo različnih filmih. Prvi, Dogville, je eksperimentalni film. V drugem, Človeški madež,  igra z Anthonyjem Hopkinsom in je napisan po romanu Človeški madež. Tretji, Hladni vrh, pa prikazuje ljubezensko zgodbo z dvema ločitvama in državljansko vojno.
Pozneje je Kidmanova postala obraz za parfum Chanel No 5.
Nedavno se je Kidmanova pojavila v biografskem filmu o Diane Arbus z naslovom Fur. Prav tako je posodila svoj glas v animiranemu filmu Vesele nogice.
25. junija 2008 so napovedali, da bo Nicole Kidman novi obraz za Nintendo. Kidmanova je dobila vlogo v drami Bralec, vendar jo je zaradi njene nosečnosti morala predati Kate Winslet.

### Petje
Nicole Kidman in Robbie Williams sta album »Somethin' Stupid« posnela še pred Moulin Rouge!, vendar je svoj pevski talent izrazila šele leta 2006 v Veselih nogicah skupaj z vokali za »srčno pesem« Norme Jean. Zapela je tudi v naslednjem filmu Roba Marshalla, mjuziklu Nine skupaj z Danielom Day-Lewisom, Penélope Cruz, Judi Dench, Sophio Loren in Marion Cotillard.

## Osebno življenje
Kidmanova je v intervjuju z Ellen DeGeneres izdala, da je eno njenih najljubših hobijev potapljanje. V začetku leta 2009 se je pojavila v seriji posebnih izdaj poštnih znamk, v katerih so nastopali tudi nekateri ostali slavni avstralski igralci, kot so Geoffrey Rush, Russell Crowe in Cate Blanchett.

### Zveze
Kidmanova je bila poročena dvakrat: prvič s Tomom Cruisem leta 1990: poročila sta se na božični večer. Par je posvojil dva otroka: deklico Isabello Jane (rojeno 1992) in dečka Connorja Anthonyja (rojenega 1995). Par se je ločil po desetih letih zakona: takrat v tretjem mesecu nosečnosti je Nicole splavila. Razlogi za ločitev niso bili nikoli objavljeni.
V avgustu 2006 so se sprožile novice, da ima Nicole Kidman ljubezensko afero z Judem Lawom; menda naj bi bil prav on odgovoren za ločitev. Jude in Nicole sta vse zanikala.
Kasneje pa se je Nicole poročila še enkrat: tokrat s pevcem Keithom Urbanom. Poročila sta se 25.junija 2006.
8. januarja 2008 je bila potrjena novica, da je Kidmanova že tri mesece noseča, in 7. junija je na svet privekala Sunday Rose Kidman Urban.